# Nikolai Iàkovlevitx Sonin
Nikolai Iàkovlevitx Sonin   (Gubèrnia de Tula, 22 de febrer de 1849 - Moscou, 14 de febrer de 1915 (Julià)) rus: Никола́й Я́ковлевич Со́нин va ser un matemàtic rus, conegut pels seus treballs sobre polinomis ortogonals.

## Vida i obra
Sonin va fer els seus estudis secundaris i universitaris a Moscou, i es va graduar en la seva universitat el 1872. A partir d'aquesta data va ser professor de la universitat de Varsòvia. El 1874 va obtenir a Moscou el seu doctorat amb una tesi dirigida per Nikolai Bugàiev. El 1892 va ser escollit membre corresponent de l'Acadèmia de Ciències de Sant Petersburg i, l'any següent, es va traslladar a aquesta ciutat on va ser professor de la universitat, superintendent del districte educatiu, membre del consell ministerial d'educació pública i president del seu comitè curricular.
Va ser un continuador de la tasca de Laguerre, estudiant els polinomis ortogonals i demostrant-ne moltes propietats característiques; per això, a vegades, se'ls denomina "polinomis de Laguerre-Sonin". També va fer importants contribucions en la teoria de les funcions especials, fonamentalment en l'estudi de les funcions de Bessel.